# Marhinde Verkerk
Pour les articles homonymes, voir Verkerk.
Marhinde Verkerk, née le 21 novembre 1985 à Rotterdam, est une judokate néerlandaise en activité évoluant dans la catégorie des moins de 78 kg.

## Biographie
Sacrée championne du monde en 2009 à Rotterdam, Marhinde Verkerk est médaillée d'argent en 2013 à Rio de Janeiro après avoir été battue en finale par la Nord-Coréenne Sol Kyong.

## Palmarès
| Année | Compétition           | Lieu           | Résultat | Catégorie      |
| ----- | --------------------- | -------------- | -------- | -------------- |
| 2009  | Championnats du monde | Rotterdam      | 1re      | Moins de 78 kg |
| 2010  | Championnats d'Europe | Vienne         | 2e       | Moins de 78 kg |
| 2013  | Championnats d'Europe | Budapest       | 3e       | Moins de 78 kg |
| 2013  | Championnats du monde | Rio de Janeiro | 2e       | Moins de 78 kg |
| 2014  | Championnats d'Europe | Montpellier    | 2e       | Moins de 78 kg |
| 2015  | Championnats d'Europe | Bakou          | 1re      | Moins de 78 kg |
| 2015  | Championnats du monde | Bakou          | 3e       | Moins de 78 kg |
| 2018  | Championnats du monde | Bakou          | 3e       | Moins de 78 kg |
| 2021  | Championnats d'Europe | Lisbonne       | 7e       | Moins de 78 kg |